# AB7
AB7, även känd som SMC WR7, är en dubbelstjärna i Lilla magellanska molnet belägen i södra delen av stjärnbilden Tukanen. Den har en skenbar magnitud av ca 13,02 och kräver ett kraftfullt teleskop för att kunna observeras. Baserat på uppmätt parallax på ca 0,017 mas beräknas den befinna sig på ett avstånd av ca 197 000 ljusår (ca 61 000 parsec) från solen. Den rör sig bort från solen med en heliocentrisk radialhastighet av ca 172 km/s.

## Observation

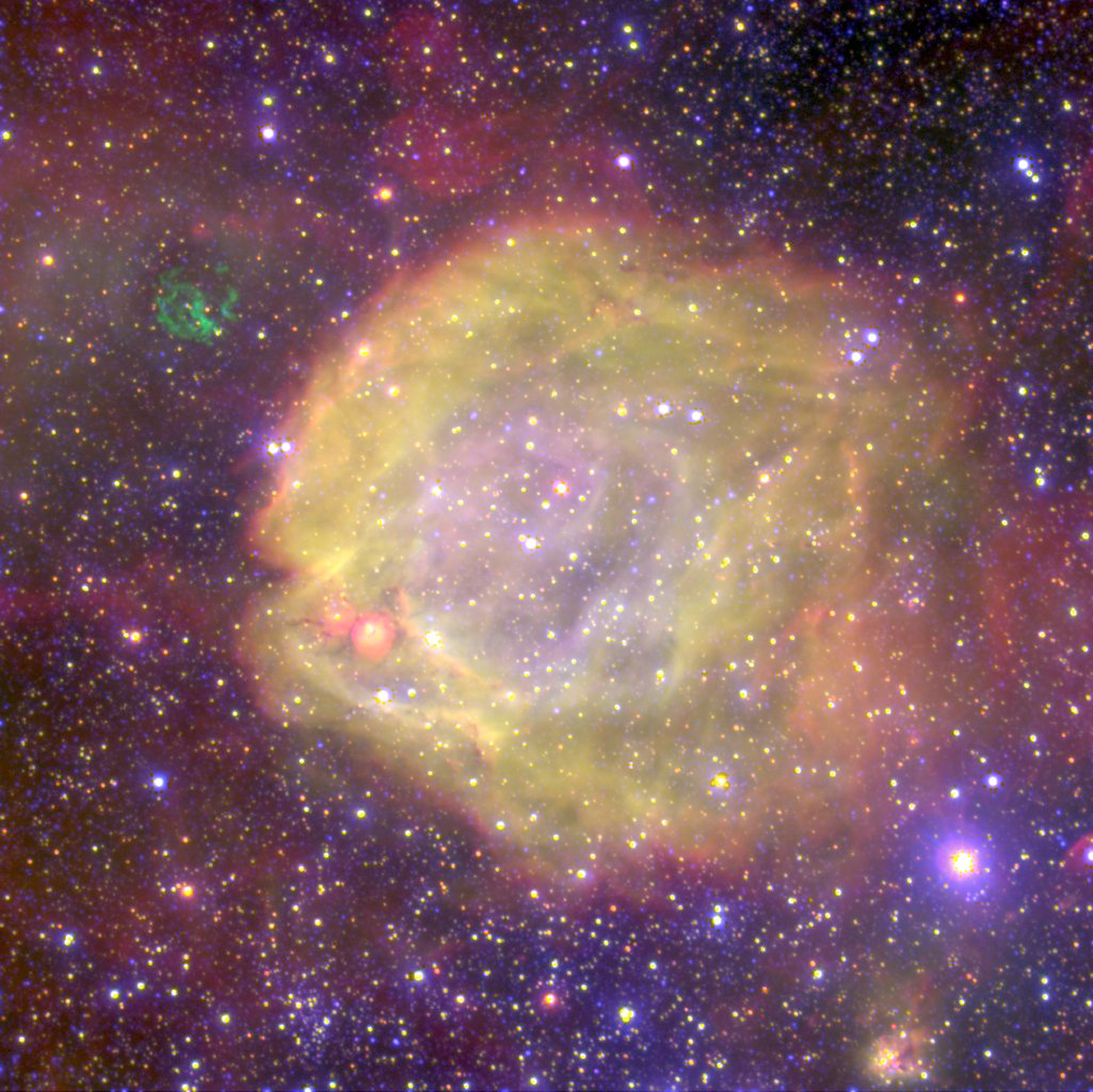
AB7 är den ljusaste vita stjärnan i mitten av håligheten i nebulosan, inte den ljusare rödaktiga stjärnan. Falsk färgbild: röd är H_{I}; grön är O_{III}; blå är Han_{III}.

AB7 listades först av Azzopardi och Vigneau som en trolig medlem av Lilla magelanska molnet och noterades för att vara en Wolf–Rayet-stjärna. Den numrerades 336a, "a" betyder att det är ett tillägg mellan 336 och 337 i den befintliga katalogen. Katalogstjärnorna hänvisas till med akronymen Az eller AzV, så AB7 kallas även AzV 336a. En nära följeslagare noteras även om den på avståndet från SMC inte är riktigt så nära och inte fysiskt relaterad. 
Den definitiva katalogen över Wolf-Rayet-stjärnor i SMC publicerades kort efter av Azzopardi och Breysacher, med AB7 den sjunde av totalt åtta stjärnor. Dessa kallas SMC WR-stjärnor, eller SMC AB, eller mer vanligt bara AB.

### Utveckling

Supernovatyp efter initial massa och metallicitet

En modell har konstruerats för att visa utvecklingen av en dubbelstjärna som leder till det för närvarande observerade tillståndet för AB7. I det initiala tillståndet har primärstjärnan en massa av 80 solmassor och följeslagaren 40 solmassor i en omloppsbana ungefär två gånger dess nuvarande storlek. Den mer massiva primärstjärnan lämnar huvudserien efter cirka 3,3 miljoner år och svämmar över sin roche-lob. På cirka 30 000 år tappar den 30 solmassor, varav endast en liten del ansamlas av följeslagaren. Relativt kort därefter återgår systemet till sitt nuvarande tillstånd.
Den ursprungliga kemiska sammansättningen av de två stjärnkomponenterna antas vara typiska för SMC, med metallicitet 1/5 till 1/10 av solens nivåer. I dess nuvarande utvecklade tillstånd uppvisar WR-komponenten dramatiskt olika mängder, med väte mindre än 20 procent vid ytan, kväve nästan oupptäckbart, betydande kolanrikning och det mesta av resten helium. Detta skiljer sig från galaktiska och LMC WN-stjärnor, som nästan helt saknar väte. Den är en stjärna med heliumfusion i kärnan medan följeslagaren av spektraltyp O fortfarande är en stjärna med kärnfusion av väte.
I både primärstjärnan och följeslagaren kommer deras kärna så småningom att kollapsa, vilket resulterar i en supernovaexplosion. Den initialt mer massiva primärstjärnan kommer att kollapsa först, förmodligen som en supernova typ Ic, inom några hundra tusen år. Följeslagaren kommer att leva vidare som en ensam stjärna, eller möjligen i en binär med en supernovarest, i några miljoner år innan den även exploderar som en supernova, troligen en typ Ib. Massiva stjärnor med SMC-metallicitet kan producera en supernova med låg ljusstyrka, eller till och med kollapsa direkt till ett svart hål utan en synlig explosion.

## Egenskaper
Primärstjärnan AB7 WR är en Wolf-Rayet-stjärna av spektraltyp WN4. Den har en massa av ca 23 solmassor, en radie av ca 3,4 solradier och utsänder energi från dess fotosfär motsvarande ca 1 259 000 gånger solen vid en effektiv temperatur av ca 105 00 K.
Följeslagaren AB7 O är en superjättestjärna av spektralklass O6 I(f) Den har en massa av ca 44 solmassor, en radie av ca 14 solradier och utsänder energi från dess fotosfär motsvarande ca 316 000 gånger solen vid en effektiv temperatur av ca 36 000 K.
Den totala visuella ljusstyrkan för AB7 kan bestämmas ganska exakt till absolut magnitud -6,1, 23 500 gånger ljusare än solen. Komponenterna kan inte observeras separat och bidraget från varje komponent kan endast uppskattas. O-stjärnan dominerar det visuella spektrumet och producerar cirka 70 procent av ljusstyrkan, vilket leder till skenbar magnitud −5,7 och −4,4 för primärstjärnan.